# 練馬区立練馬東中学校
練馬区立練馬東中学校（ねりまくりつ ねりまひがしちゅうがっこう）は、東京都練馬区春日町2丁目にある公立中学校。

## 沿革
- 1973年
  - 4月1日 - 田柄中学校内に開設
  - 9月1日 - 現在地に移転
  - 10月4日 - 校章制定
- 1974年
  - 1月31日 - 校歌（作詞・草野心平、作曲・渡辺浦人）制定
  - 4月5日 - 校旗制定
  - 5月10日 - 講堂兼体育館落成
- 1985年4月8日 - 校庭拡張
- 1990年5月21日 - 第二体育館・プール完成

## 通学区域
としまえんから平和台駅周辺まで南北に延びた学区となっている。
- 早宮四丁目（26-41）
- 北町六丁目
- 北町七丁目
- 春日町一丁目
- 春日町二丁目
- 春日町三丁目（1-2、15-26、30-33）
- 春日町四丁目（1-5、22-33、35）
- 田柄一丁目（1-3、8-19）

## 進学前小学校
区立中学校選択制度があり区内の遠方から通学している生徒もいるが、学区指定による小学校は以下の通り。※印は小中一貫教育グループの構成校。
- 練馬東小学校(※)
- 田柄第二小学校
- 北町西小学校

## 学校周辺の主な施設
- 東京都立練馬高等学校
- としまえん(閉園)
- ワーナーブラザース スタジオツアー東京 ‐ メイキング・オブ・ハリー・ポッター
- 練馬城址公園

## 交通
- 都営地下鉄大江戸線練馬春日町駅から徒歩15分
- 東京メトロ有楽町線・副都心線平和台駅から徒歩13分

## 有名人のOB・OG
- 松本晋一
- 尾崎豊
- 中田久美
  - 尾崎と中田は1年生の時に同じクラスだった。
- 菊田早苗
- 阿波勝哉（競艇選手）
- アイルトンモカ - 6人組YouTuber 6人とも練馬東中出身